# Larry Nance

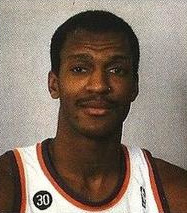
Larry Nance, 1987.

Larry Donnell Nance, född 12 februari 1959 i Anderson i South Carolina, är en amerikansk före detta professionell basketspelare (PF) som tillbringade 13 säsonger (1981–1994) i den nordamerikanska basketligan National Basketball Association (NBA), där han spelade för Phoenix Suns och Cleveland Cavaliers.
Under sin NBA-karriär gjorde Nance 15 687 poäng (17,1 poäng per match), 2 393 assists samt 7 352 rebounds, räddningar från att bollen ska hamna i nätkorgen, på 920 grundspelsmatcher.
Han draftades av Phoenix Suns i första rundan i 1981 års draft som 20:e spelare totalt.
Innan Nance blev proffs studerade han vid Clemson University och spelade för deras idrottsförening Clemson Tigers.
Han är far till Larry Nance Jr. och Pete Nance.